# Margareta Bengtson
Margareta Bengtson, auch Margareta Jalkéus (* 21. Februar 1966 in der Nähe von Stockholm),
ist eine schwedische Jazzsängerin und Harfenistin. Sie schrieb und arrangierte auch mehrere Lieder.
Ihr Repertoire ist breit gefächert und umfasst sowohl Jazz, Schlager, schwedische Volksweisen als auch klassische Werke von Hildegard von Bingen bis Richard Strauss sowie Interpretationen von Stücken von Joni Mitchell und Kate Bush. Dabei wird sie meistens von einem Pianisten, einer Jazz-Combo oder Big Band begleitet, manchmal spielt sie zu ihrem eigenen Harfenspiel oder spielt klassische Stücke von Bach bis Saint-Saëns für Harfe solo.

## Leben
Margareta Bengtson ist die Tochter einer Musikerfamilie. Ihr Vater Stig und ihr Bruder Jan sind Soloflötisten, ihre Mutter Ingrid Enquist-Bengtson ist Sopranistin und Gesangslehrerin. Margareta studierte zunächst an der Königlichen Musikhochschule Stockholm Harfe. Nebenbei gründete sie 1984 mit vier Kollegen das a-cappella-Quintett The Real Group, dem sie bis 2006 angehörte. Mit dessen Bassisten Anders Jalkéus war sie einige Zeit verheiratet. Das Paar bekam eine Tochter Anna Jalkéus, die mittlerweile ebenfalls eine angesehene Jazzsängerin und Harfenistin ist, sowie einen Sohn Erik, der E-Bass und Kontrabass spielt.
1997 wurde sie von der Contemporary A Cappella Society als "Best Female Vocalist" ausgezeichnet.
Die Liste der Musiker, die mit ihr zusammengearbeitet haben, ist lang. Dazu zählen Nils Landgren, Magnus Lindgren, Elise Einarsdotter, Nils Lindberg und Svante Thuresson. 2012 war sie mit dem Adventsprogramm »Home for Christmas« auf Europa-Tournee mit Anne Sofie von Otter.

## Diskografie ihrer Soloproduktionen
- 2006 – I'm Old Fashioned
- 2009 – En gång i Stockholm
- 2017 – Sorgen och glädjen (mit Mathias Algotsson)
- 2017 – Ballads (mit Mathias Algotsson)